# 오니시 류헤이
오니시 류헤이(일본어: 大西竜平, 2000년 3월 14일 ~ )는 일본기원 도쿄 본원 소속의 바둑 기사다.

## 생애 및 입문
2000년 3월 14일 일본 도쿄도에서 태어난 오니시 류헤이 2단은 2015년에 입단한 후 2016년 제41기 일본 신인왕전에서 16세 6개월이라는 최연소 기록으로 우승했다. 2016년에는 기도상 신인상을 수상했다. 2017년 이베로 재팬컵에서 우승하면서 3단으로 승단했다. 2019년에 4단 승단. 2019년 상금 랭킹 4단 1위를 기록하면서 2020년 1월에 5단으로 승단. 그리고 제76기 혼인보전 최종예선에서 리그진입에 성공해서 규정에 따라 7단으로 조기승단,